# Gare de Portet-Saint-Simon
La gare de Portet-Saint-Simon est une gare ferroviaire française des lignes de Toulouse à Bayonne et de Portet-Saint-Simon à Puigcerdà (frontière). Elle est située sur le territoire de la commune de Portet-sur-Garonne, près de Saint-Simon, dans le département de Haute-Garonne, en région Occitanie. 
Elle est mise en service en 1861 par la Compagnie des chemins de fer du Midi et du Canal latéral à la Garonne. 
C'est une gare de la Société nationale des chemins de fer français (SNCF) desservie par des trains régionaux TER Occitanie circulant sur les axes reliant Toulouse au sud de la Haute-Garonne, à l'Ariège et aux Hautes-Pyrénées essentiellement.

## Situation ferroviaire
Établie à 153 mètres d'altitude, la gare de bifurcation de Portet-Saint-Simon est située au point kilométrique (PK) 11,712 de la ligne de Toulouse à Bayonne, entre les gares de Toulouse-Saint-Agne et de Muret. 
Elle est également l'origine, au PK 11,712, de la ligne de Portet-Saint-Simon à Puigcerda (frontière), avant la gare ouverte de Pins-Justaret, s'intercale la halte fermée de Pinsaguel. 
La gare dépend de la région ferroviaire de Toulouse. Elle est équipée de deux quais : le quai 1 dispose d'une longueur utile de 275 m pour la voie V1, le quai 2 d'une longueur utile de 290 m pour la voie V2.

## Histoire
La « station de Portet-Saint-Simon » est mise en service le 19 octobre 1861 par la Compagnie des chemins de fer du Midi et du Canal latéral à la Garonne lorsqu'elle ouvre à l'exploitation la section de Toulouse à Pamiers, qui comprend un tronçon commun, entre Toulouse et Portet-Saint-Simon, de sa ligne, en construction, de Toulouse à Bayonne et la première section de sa ligne de Toulouse à Foix,.
Elle devient véritablement une gare de bifurcation le 9 juin 1862 lorsque la Compagnie du Midi ouvre au service la section de Portet-Saint-Simon à Montréjeau de sa ligne vers Bayonne.
En 2014, selon les estimations de la SNCF, la fréquentation annuelle de la gare était de 348 605 voyageurs.

## Fréquentation
De 2015 à 2023, selon les estimations de la SNCF, la fréquentation annuelle de la gare s'élève aux nombres indiqués dans le tableau ci-dessous :
| Année                      | 2015    | 2016    | 2017    | 2018    | 2019    | 2020    | 2021    | 2022    | 2023    |
| -------------------------- | ------- | ------- | ------- | ------- | ------- | ------- | ------- | ------- | ------- |
| Voyageurs seuls            | 344 701 | 305 655 | 310 530 | 237 245 | 293 156 | 227 142 | 278 279 | 317 915 | 336 119 |
| Voyageurs et non voyageurs | 430 877 | 382 069 | 388 162 | 296 556 | 366 445 | 283 928 | 347 849 | 397 394 | 420 149 |

## Service des voyageurs

### Accueil
Gare SNCF, elle dispose d'un bâtiment voyageurs, avec guichet, ouvert du lundi au vendredi, fermé les samedis, dimanches et jours fériés. Elle est équipée d'automates pour l'achat de titres de transport. Pour les personnes à la mobilité réduite, elle possède un passage planchéié et une rampe d'accès.
Un souterrain permet le passage d'un quai à l'autre.

### Desserte
En 2021, la gare est desservie par les trains TER Occitanie des liaisons :
- no 11 (Toulouse – Foix – Latour-de-Carol - Enveitg), à raison d'environ deux trains par heure aux heures de pointe et d'un train par heure aux heures creuses. Le temps de trajet est d'environ 13 minutes depuis Toulouse-Matabiau et de 2 heures 40 minutes depuis Latour-de-Carol[11].
- no 12 (Toulouse – Muret), service cadencé à raison d'environ trois à quatre trains par heure aux heures de pointe, et d'un à deux trains par heure aux heures creuses. Le temps de trajet est d'environ 13 minutes depuis Toulouse-Matabiau et de 7 minutes depuis Muret[12].
- no 15 (Toulouse – Tarbes – Lourdes – Pau), à raison d'environ deux trains par heure aux heures de pointe et d'un train par heure aux heures creuses. Le temps de trajet est d'environ 13 minutes depuis Toulouse-Matabiau et de 2 heures 20 minutes depuis Pau[13].

### Intermodalité
Un parc pour les vélos et un parking pour les véhicules sont aménagés. 
La gare est desservie par une gare routière accueillant le terminus de nombreuses lignes du réseau urbain Tisséo. La ligne de bus à haut niveau de service Linéo L5 dessert ainsi la gare, ainsi que les lignes 47 et 49 qui transitent vers Toulouse via Saint-Simon ou Cugnaux, et les lignes 311, 316, 317, 320 qui assurent la desserte du Muretain depuis la gare.